# Théophile Bonet
Pour les articles homonymes, voir Bonet.
Théophile Bonet, né le 6 mars 1620 à Genève et décédé le 29 mars 1689 dans la même ville, est un médecin genevois.

## Biographie
Il est le fils du médecin français André Bonet réfugié en Suisse pendant la Contre-Réforme. Son frère aîné, Jean Bonet (1615-1688), était également médecin, de même que ses deux fils. Théophile Bonet était donc bien introduit dans le milieu médical.
Il commença sa carrière à Neuchâtel à l'âge de vingt-trois ans, comme médecin de la ville, avant de devenir le médecin privé du prince Henri II d'Orléans-Longueville. Il s'attira l'inimitié de ses collègues en prétendant règlementer l'exercice de la médecine à Neuchâtel et revint à Genève en 1652. Devenu sourd vers l'âge de 50 ans, il consacra alors toute son énergie à la rédaction d'ouvrages médicaux. Son œuvre principale, « le Sepulchretum » est considérée comme le premier livre complet d'anatomie pathologique. Cet ouvrage compile environ trois mille autopsies effectuées par lui-même ou par d'autres auteurs, parmi lesquels William Harvey, et classées par maladies ou symptômes. Il contient notamment l'autopsie réalisée en 1635 par Harvey sur le corps de Thomas Parr, que l'on disait âgé de 152 ans à son décès. Ce livre eut une influence considérable et Bonet peut donc être rangé parmi les fondateurs de l'anatomie pathologique, ayant préparé le terrain de l'œuvre de Morgagni, un siècle plus tard.

## Œuvres
- Sepulchretum seu anatomia practica (Genève, 1679, 2 volumes in-folio), nouvelle édition en 3 tomes chez Cramer, Perachon, Genève, 1700 tome 1, tome 2, tome 3
- le Phare des Médecins
- un des premiers dictionnaires de médecine, sous le titre de Mercurius compilatus, 1682.

## Sources
- Gautier L., La médecine à Genève jusqu'à la fin du dix-huitième siècle, 1906 : J. Julien, Georg et Cie, Genève ; réédition Georg, Genève, 2001,  (ISBN 2-8257 0731-7)
- Crellin J., « Théophile Bonet (1620-1689) », Am J Pathol 1980; 98: 212 ()